# Torgeir

Severský bůh Thór od něhož je jméno Torgeir odvozeno, olejomalba Mårtena Eskila Wingeho, 1872

Torgeir je norské mužské jméno odvozené ze staroseverského Þórgeirr „Thórovo kopí“. Mezi jeho varianty patří jména Terje, Tarjei a Torger. V Norsku mají Torgeir, Terje a Tarjei jmeniny 13. října.
Nositelů jména Torgeir bylo v Norsku na počátku 21. století přes tři tisíce a od 60. let 20. století ztrácelo na oblibě. Nositelů jména Terje bylo v Norsku přes dvacet tisíc, přičemž téměř pět set nositelů žilo také ve Švédsku. Jméno bylo velmi populární v polovině 20. století, ale od 70. let jeho obliba upadala. Jméno Tarjei mělo přes tisíc nositelů, bylo oblíbeno na počátku 20. století a v poté v 90. letech. Všechna tato jména byla v této době oblíbena především v Telemarku a Aust-Agderu, případně dalších krajích jižního Norska.
Existuje také estonské ženské jméno Terje, které je variantou jména Terhi, respektive Terhenetär.Jméno Terje také nese skládací židle z IKEY.

## Známí nositelé
- Tarjei Bø – norský biatlonista
- Tarjei Sandvik Moe – norský herec
- Tarjei Vesaas – norský spisovatel
- Terje Andersen – norský rychlobruslař
- Terje Olsen – norský diskžokej
- Terje Sørgjerd – norský fotograf
- Torgeir Byrknes – norský hudebník